# Danasri
Danasri is een bestuurslaag in het regentschap Cilacap van de provincie Midden-Java, Indonesië. Danasri telt 4092 inwoners (volkstelling 2010).